# GPR156
GPR156 (G protein spregnuti receptor 156) je ljudski gen koji kodira G protein spregnuti receptor iz familije metabotropnih glutamatnih receptora. Po homologiji sekvence ovaj gen je moguća podjedinica  receptora, međutim kad je izražen u ćelijama sam ili sa drugim  podjedinicama, on je manifestuje respons na  ligande. Funkcija ovog gena do sad nije razjašnjena.

## Literatura
- Strausberg RL; Feingold EA; Grouse LH;  . (2003). „Generation and initial analysis of more than 15,000 full-length human and mouse cDNA sequences.”. Proc. Natl. Acad. Sci. U.S.A. 99 (26): 16899—903. PMC 139241 . PMID 12477932. doi:10.1073/pnas.242603899.
- Calver AR; Michalovich D; Testa TT;  . (2003). „Molecular cloning and characterisation of a novel GABAB-related G-protein coupled receptor.”. Brain Res. Mol. Brain Res. 110 (2): 305—17. PMID 12591167. doi:10.1016/S0169-328X(02)00662-9.
- Vassilatis DK; Hohmann JG; Zeng H;  . (2003). „The G protein-coupled receptor repertoires of human and mouse.”. Proc. Natl. Acad. Sci. U.S.A. 100 (8): 4903—8. PMC 153653 . PMID 12679517. doi:10.1073/pnas.0230374100.
- Gerhard DS; Wagner L; Feingold EA;  . (2004). „The status, quality, and expansion of the NIH full-length cDNA project: the Mammalian Gene Collection (MGC).”. Genome Res. 14 (10B): 2121—7. PMC 528928 . PMID 15489334. doi:10.1101/gr.2596504.